# Italijansko vojno letalstvo
Italijansko vojno letalstvo (izvirno italijansko Aeronautica Militare Italiana; kratica: AMI) je vojno letalstvo Republike Italije, ki je bilo ustanovljeno leta 1946 s preimenovanjem dotedanjega Kraljevega italijanskega vojnega letalstva (Regia Aeronautica). 
Aerobatska ekipa Italijanskega vojnega letalstva se imenuje Frecce Tricolori.

## Zgodovina
Na podlagi referendumske odločitve je bila 18. junija 1946 razglašena italijanska republika in posledično se je preimenovalo tudi dotedanje Kraljevo italijansko vojno letalstvo. Do leta 1949, ko je Italija vstopila v NATO, je bila država pod vojaškimi omejitvami, nato pa je prejela izdatno ameriško pomoč preko Programa skupne obrambne pomoči (Mutual Defence Assistance Programme). Sprva so prejeli propelerske lovce P-51 Mustang in P-47 Thunderbolt, od leta 1952 pa še najsodobnejša letala tistega časa: lovce F-84G, F-86E(M), F-84F in transportna letala C-119. Stanje pa se je dodatno izboljšalo z vzponom italijanske vojaško-letalske industrije; Italijansko vojno letalstvo je tako dobilo letala Fiat G91, Aermacchi MB-326, Piaggio Aero P166 in različne helikopterje Agusta-Bell.

## Organizacija
Poveljstva
- Generalštab Italijanskega vojnega letalstva Stato Maggiore Aeronautica Militare (Rim)
  - Poveljstvo letalskih enot Comando della Squadra Aerea (Centocelle)
  - Logistično poveljstvo Comando Logistico (Rim)
  - Poveljstvo šol vojnega letalstva Comando Scuole dell'Aeronautica Militare (Bari)
  - Operativno poveljstvo zračnih sil Comando Operativo Delle Forze Aeree (Poggio Renatico)
  - 1. zračno regionalno poveljstvo Comando 1 Regione Aerea (Severna Italija, Milano)
  - 3. zračno regionalno poveljstvo Comando 3 Regione Aerea (Južna Italija, Bari)

## Zrakoplovi
Med letoma 2010-11 je Italijansko vojno letalstvo imelo 501 zrakoplov, od tega 211 bojnih zrakopolovov. S tem je Italijansko vojno letalstvo peto največje vojno letalstvo v Natu (za ZDA, Združenim kraljestvom, Turčijo in Francijo).

### Trenutni inventar
| Zrakoplov                                           | Država izvora                                     | Tip                       | Različice                  | V aktivni službi | Opombe             |                  |
| Bojni zrakoplovi                                    | Bojni zrakoplovi                                  | Bojni zrakoplovi          | Bojni zrakoplovi           | Bojni zrakoplovi | Bojni zrakoplovi   | Bojni zrakoplovi |
| --------------------------------------------------- | ------------------------------------------------- | ------------------------- | -------------------------- | ---------------- | ------------------ | ---------------- |
| AMX International AMX                               | Italija Brazilija                                 | JurišnikŠolsko            | AMXAMX-T                   | 5419             |                    |                  |
| Lockheed F-16 Fighting Falcon                       | ZDA                                               | LovecŠolsko               | F-16AF-16B                 | 142              | Leased until 2012  |                  |
| Panavia Tornado IDS                                 | Združeno kraljestvo · Nemčija · Italija           | JurišnikŠolsko            | A-200AA-200-T              | 507              |                    |                  |
| Panavia Tornado ECR                                 | Združeno kraljestvo · Nemčija · Italija           | S.E.A.D.                  | EA-200A                    | 16               |                    |                  |
| Eurofighter Typhoon                                 | Združeno kraljestvo · Nemčija · Španija · Italija | Lovec                     | F-2000A                    | 49               | Skupno naročili 96 |                  |
|                                                     |                                                   |                           |                            | 211              |                    |                  |
| Pomorsko patruljno letalo in zračna nadzorna letala |                                                   |                           |                            |                  |                    |                  |
| Breguet Atlantique                                  | Francija                                          | Pomorsko patruljno letalo | ATL-1 (MP)                 | 7                |                    |                  |
| Alenia G.222                                        | Zračno nadzorno letalo                            | AEW                       | G222                       | 1                |                    |                  |
|                                                     |                                                   |                           |                            | 8                |                    |                  |
| Vojaško transportno letalo                          |                                                   |                           |                            |                  |                    |                  |
| Boeing KC-767                                       | ZDA                                               | Zračna oskrba z gorivom   | KC-767A                    | 1                | 4 še naročeni      |                  |
| Lockheed Martin KC-130J Super Hercules              | ZDA                                               | Zračna oskrba z gorivom   | KC-130J                    | 2                |                    |                  |
| Lockheed Martin C-130J Super Hercules               | ZDA                                               | Taktični transport        | C-130J                     | 18               |                    |                  |
| Alenia C-27J Spartan                                | Italija                                           | Taktični transport        | C-27J                      | 12               |                    |                  |
| Aeritalia G.222                                     | Italija                                           | STOL transport            | G222                       | 2                |                    |                  |
| Piaggio P180 Avanti                                 | Italija                                           | Večnamenski transport     | P.180 M/P.180 RM/P.180 APH | 15               |                    |                  |
|                                                     |                                                   |                           |                            | 50               |                    |                  |
| Šolski zrakoplovi                                   |                                                   |                           |                            |                  |                    |                  |
| Aermacchi MB-339                                    | Italija                                           | Šolsko letalo             | T-339A/T-339CD             | 82>              |                    |                  |
| Aermacchi SF-260                                    | Italija                                           | Šolsko letalo             | T-260EA                    | 30               |                    |                  |
| MD Helicopters MD 500 Defender                      | Italija                                           | Šolski helikopter         | NH 500E                    | 49               |                    |                  |
| Alenia Aermacchi M-346 Master                       | Italija                                           | Šolski helikopter         | M-346                      | 0                | 15 naročili        |                  |
|                                                     |                                                   |                           |                            | 161              |                    |                  |
| Helikopterji                                        |                                                   |                           |                            |                  |                    |                  |
| Agusta-Bell AB212 Twin Huey                         | Italija                                           | reševalni                 | AB212AM                    | 33               |                    |                  |
| Sikorsky HH-3F Pelican                              | Italija                                           | bojni SAR                 |                            | 23               |                    |                  |
| MD Helicopters MD 500 Defender                      | Italija                                           | šolski                    | NH 500E                    | 2                |                    |                  |
|                                                     |                                                   |                           |                            | 58               |                    |                  |
| Brezpilotni letalniki (UAV)                         |                                                   |                           |                            |                  |                    |                  |
| General Atomics RQ-1 Predator                       | ZDA                                               | izvidniški                | RQ-1A                      | 7?               |                    |                  |
| General Atomics MQ-9 Reaper                         | ZDA                                               | izvidniški                | MQ-9                       | 6?               |                    |                  |
|                                                     |                                                   |                           |                            | 13?              |                    |                  |